# North American Presentation-Level-Protocol Syntax
 (signalé en mai 2025).
Si vous disposez d'ouvrages ou d'articles de référence ou si vous connaissez des sites web de qualité traitant du thème abordé ici, merci de compléter l'article en donnant les références utiles à sa vérifiabilité et en les liant à la section « Notes et références ».
- Archive Wikiwix
- Bing
- Cairn
- DuckDuckGo
- E. Universalis
- Gallica
- Google
- G. Books
- G. News
- G. Scholar
- Persée
- Qwant
- (zh) Baidu
- (ru) Yandex
- (wd) trouver des œuvres sur Wikidata

North American Presentation-Level-Protocol Syntax (NAPLPS) est un protocole utilisé dans les années 1980 pour transmettre du texte et des images au format ASCII sur les réseaux bas-débit (dont le taux de transmission est inférieur à 2400 bauds). 
Développé aux États-Unis par la société AT&T en se basant sur le système canadien Telidon (en) (lancé en 1978), ce protocole était utilisé par de nombreux services de Vidéotex, notamment par Prodigy (en), service d'information aux particuliers sur PC cousin du Minitel français, et que supplanta par la suite CompuServe.
Sa résolution d'image, plus élevée que celle des Minitel, Prestel (en) (Ceefax) et Bildschirmtext européens, fut une cause de son relatif échec, une page contenant une photographie mettant parfois plus de trente secondes à s'afficher.